# Drużynowe Mistrzostwa Polski na Żużlu 2001
Drużynowe Mistrzostwa Polski na Żużlu 2001 – 54. edycja drużynowych mistrzostw Polski, organizowanych przez Polski Związek Motorowy (PZM) oraz Ekstraligę Żużlową Sp. z o.o. W sezonie 2001 rozgrywki podzielono na trzy ligi: Ekstraligę, Pierwszą i Drugą ligę. Do rozgrywek Ekstraligi oraz pierwszej ligi przystąpiło osiem zespołów, natomiast w drugiej lidze walczyło siedem drużyn.
Zwycięzca najwyższej klasy rozgrywkowej (Ekstraligi) zostaje Drużynowym Mistrzem Polski na Żużlu w sezonie 2001. Obrońcą tytułu z poprzedniego sezonu jest Polonia Bydgoszcz. W tym sezonie triumfował Apator Toruń.

## Ekstraliga
| Poz. | Klub                               | Pkt. | Z  | R | P  | +/−  |
| ---- | ---------------------------------- | ---- | -- | - | -- | ---- |
| 1    | Apator Adriana Toruń               | 28   | 14 | 0 | 6  | +180 |
| 2    | WTS Atlas Wrocław                  | 27   | 13 | 1 | 6  | +181 |
| 3    | Bractwo Polonia Bydgoszcz          | 20   | 10 | 0 | 10 | +42  |
| 4    | Pergo Gorzów Wielkopolski          | 19   | 9  | 1 | 10 | +48  |
| 5    | BGŻ S.A. Polonia Piła              | 20   | 10 | 0 | 10 | –49  |
| 6    | Radson Malma Włókniarz Częstochowa | 16   | 7  | 2 | 11 | –84  |
| 7    | Unia Leszno                        | 16   | 8  | 0 | 12 | –152 |
| 8    | ZKŻ Polmos Zielona Góra            | 14   | 7  | 0 | 13 | –166 |

## Pierwsza Liga
| Poz. | Klub                                | Pkt. | Z  | R | P  | +/−  |
| ---- | ----------------------------------- | ---- | -- | - | -- | ---- |
| 1    | Wybrzeże Gdańsk                     | 34   | 17 | 0 | 3  | +313 |
| 2    | RKM Rybnik                          | 34   | 17 | 0 | 3  | +327 |
| 3    | Stal Rzeszów                        | 16   | 8  | 0 | 12 | –2   |
| 4    | Start Gniezno                       | 14   | 7  | 0 | 13 | –189 |
| 5    | Kolejarz Rawicz                     | 18   | 9  | 0 | 11 | –46  |
| 6    | GKM Kuntersztyn Quick-Mix Grudziądz | 18   | 9  | 0 | 11 | –43  |
| 7    | TŻ Opole                            | 15   | 7  | 1 | 12 | –210 |
| 8    | ŁTŻ Łódź                            | 11   | 5  | 1 | 14 | –150 |

## Druga Liga
| Poz. | Klub                      | Pkt. | Z  | R | P  | +/−  |
| ---- | ------------------------- | ---- | -- | - | -- | ---- |
| 1    | TŻ Kraków - Unia Tarnów   | 20   | 10 | 0 | 2  | +176 |
| 2    | Iskra Ostrów Wielkopolski | 18   | 9  | 0 | 3  | +153 |
| 3    | ŻKS Judyta Krosno         | 16   | 8  | 0 | 4  | +73  |
| 4    | Śląsk Świętochłowice      | 13   | 6  | 1 | 5  | +25  |
| 5    | WTŻ Warszawa              | 9    | 4  | 1 | 7  | –65  |
| 6    | TŻ Lublin                 | 7    | 3  | 1 | 8  | –118 |
| 7    | Wanda Kraków              | 1    | 0  | 1 | 11 | –244 |

## Baraże

### Ekstraliga i Pierwsza Liga
|        | Unia Leszno 7. miejsce w Ekstralidze | 92:87 | RKM Rybnik 2. miejsce w I Lidze |
| ------ | ------------------------------------ | ----- | ------------------------------- |
| 14 paź | Rybnik                               | 49:40 | Leszno                          |
| 21 paź | Leszno                               | 52:38 | Rybnik                          |

### Pierwsza Liga i Druga Liga
|        | TŻ Opole 7. miejsce w I lidze | 96:84 | Iskra Ostrów 2. miejsce w II Lidze |
| ------ | ----------------------------- | ----- | ---------------------------------- |
| 14 paź | Ostrów                        | 40:50 | Opole                              |
| 21 paź | Opole                         | 46:44 | Ostrów                             |